# Cohors III Campestris
Die Cohors III Campestris [civium Romanorum] [Antoniniana] (deutsch 3. Kohorte Campestris [der römischen Bürger] [die Antoninianische]) war eine römische Auxiliareinheit. Sie ist durch Militärdiplome, Inschriften und Ziegelstempel belegt. In dem Militärdiplom von 179 wird sie als Cohors III Campestrum bezeichnet. Möglicherweise ist die Einheit mit dem Numerus Campestrorum identisch, der in einer Inschrift aufgeführt ist.

## Namensbestandteile
- Campestris: (lateinisch campester zum Marsfeld gehörig).[A 2]

- civium Romanorum: der römischen Bürger.[A 3] Der Zusatz kommt in Militärdiplomen von 103/106 bis 157 und Inschriften[2] vor.

- Antoniniana: die Antoninianische. Eine Ehrenbezeichnung, die sich auf Caracalla (211–217) bezieht. Der Zusatz kommt in einer Inschrift[3] vor, die auf 213 datiert wird.

Da es keine Hinweise auf die Namenszusätze milliaria (1000 Mann) und equitata (teilberitten) gibt, ist davon auszugehen, dass es sich um eine Cohors quingenaria peditata, eine reine Infanterie-Kohorte, handelt. Die Sollstärke der Einheit lag bei 480 Mann, bestehend aus 6 Centurien mit jeweils 80 Mann.

## Geschichte
Die Kohorte war in den Provinzen Moesia superior und Dacia stationiert. Sie ist auf Militärdiplomen für die Jahre 103/106 bis 179 n. Chr. aufgeführt.
Möglicherweise war die Einheit in der Provinz Pontus et Bithynia stationiert, bevor sie nach Moesia superior verlegt wurde. Der erste Nachweis der Einheit in Moesia superior beruht auf einem Diplom, das auf 103/106 datiert ist. In dem Diplom wird die Kohorte als Teil der Truppen (siehe Römische Streitkräfte in Moesia) aufgeführt, die in der Provinz stationiert waren. Ein weiteres Diplom, das auf 103/107 datiert ist, belegt die Einheit in derselben Provinz.
Die Kohorte nahm vermutlich an den beiden Dakerkriegen Trajans teil und wurde danach in der neuen Provinz stationiert. Der erste Nachweis der Einheit in Dacia beruht auf einem Diplom, das auf 109 datiert ist. In dem Diplom wird die Kohorte als Teil der Truppen (siehe Römische Streitkräfte in Dacia) aufgeführt, die in der Provinz stationiert waren. Weitere Diplome, die auf 110 bis 124 datiert sind, belegen die Einheit in derselben Provinz (bzw. ab 124 in Dacia superior).
Zu einem unbestimmten Zeitpunkt wurde die Kohorte wieder nach Moesia superior verlegt, wo sie erneut durch Diplome nachgewiesen ist, die auf 129 bis 161 datiert sind. Für das Jahr 179 ist sie dann durch ein Diplom in der Provinz Dacia superior belegt.
Der letzte Nachweis der Einheit beruht auf einer Inschrift, die auf 238/244 datiert wird.

## Standorte
Standorte der Kohorte waren möglicherweise:
- Drobeta: Inschriften[9] sowie Ziegel[10] mit dem Stempel COH III CAMP wurden hier gefunden.[A 6]
- Cluj-Napoca: die Inschrift von Titus Scarvius Vitalis wurde hier gefunden.
- Viminacium (Kostolac): Ziegel mit dem Stempel COH III CAMP wurden hier gefunden.[6]
- Pontes (Kostol)[A 6]
- Porolissum (Moigrad-Porolissum): Inschriften[11] sowie Ziegel[12] mit dem Stempel COH III wurden hier gefunden.

## Angehörige der Kohorte
Folgende Angehörige der Kohorte sind bekannt.

### Kommandeure
| - Avonius Saturninus: er wird auf dem Diplom von 179 als Kommandeur genannt. - Gaius Valerius Gracilis: er wird auf dem Diplom von 124 als Kommandeur genannt. | - T(itus) Scarvius Vitalis, ein Tribun (AE 1977, 700) |

### Sonstige
| - Aurelius Tara, ein Veteran (AE 1971, 424) - Fl(avius) Ianuarius, ein Centurio (CIL 3, 7289) - Iulius Ingenuus, ein Veteran (ILJug-03, 01372) - Liccaius Vinentis, ein Soldat und Beneficiarius (CIL 3, 14216,08) - M(arcus) Ulpius Bato, ein Fußsoldat: das Diplom von 124 wurde für ihn ausgestellt. | - P(ublius) Ael(ius) Papirianus, ein Centurio (CIL 3, 14216,10) - Ulpius Herculanus, ein Fußsoldat: das Diplom von 179 wurde für ihn ausgestellt. - Valens Iangali, ein Soldat (CIL 3, 7289) - Valerius Lo[ng]inus, ein Veteran (CIL 3, 1607) |